# Ford 48
El Ford 48 va ser un automòbil fabricat per Ford Motor Company als Estats Units l'any 1935.

## Història
El Ford 48 fabricat l'any 1935 va ser una actualització del popular Ford B motor V-8. El motor de quatre cilindres, que venia utilitzant des de l'aparició del model Ford A ja no s'oferia, Ford deixa només al motor V-8 per a tots els vehicles que es fabricaven en aquest any de 1935.
Visualment, el Ford 1935 va ser molt més modern, amb la reixeta o graella frontal molt vistosa, les llantes ja no tenien llamps, eren integrals, s'oferien variants en els diferents models, l'estàndard, el de luxe, cupè, tudor, fordor sedan, sedan convertible i una camioneta amb carrosseria de fusta, en total es van vendre 820.000 unitats del Ford 48 en la seva trajectòria de fabricació que va finalitzar l'any 1936.

### Galeria d'Imatges

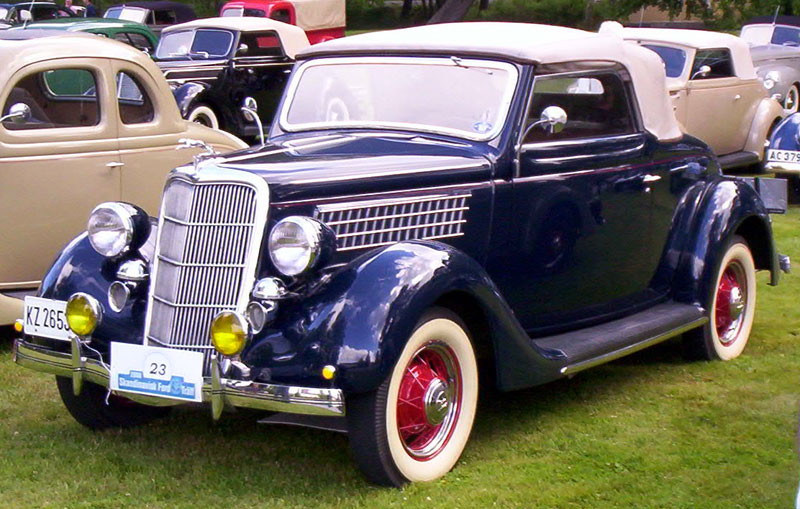
Ford 48 Cabriolet
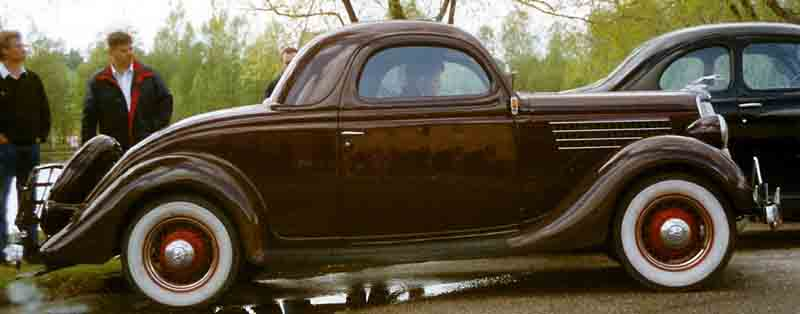
Ford 48 Cupè
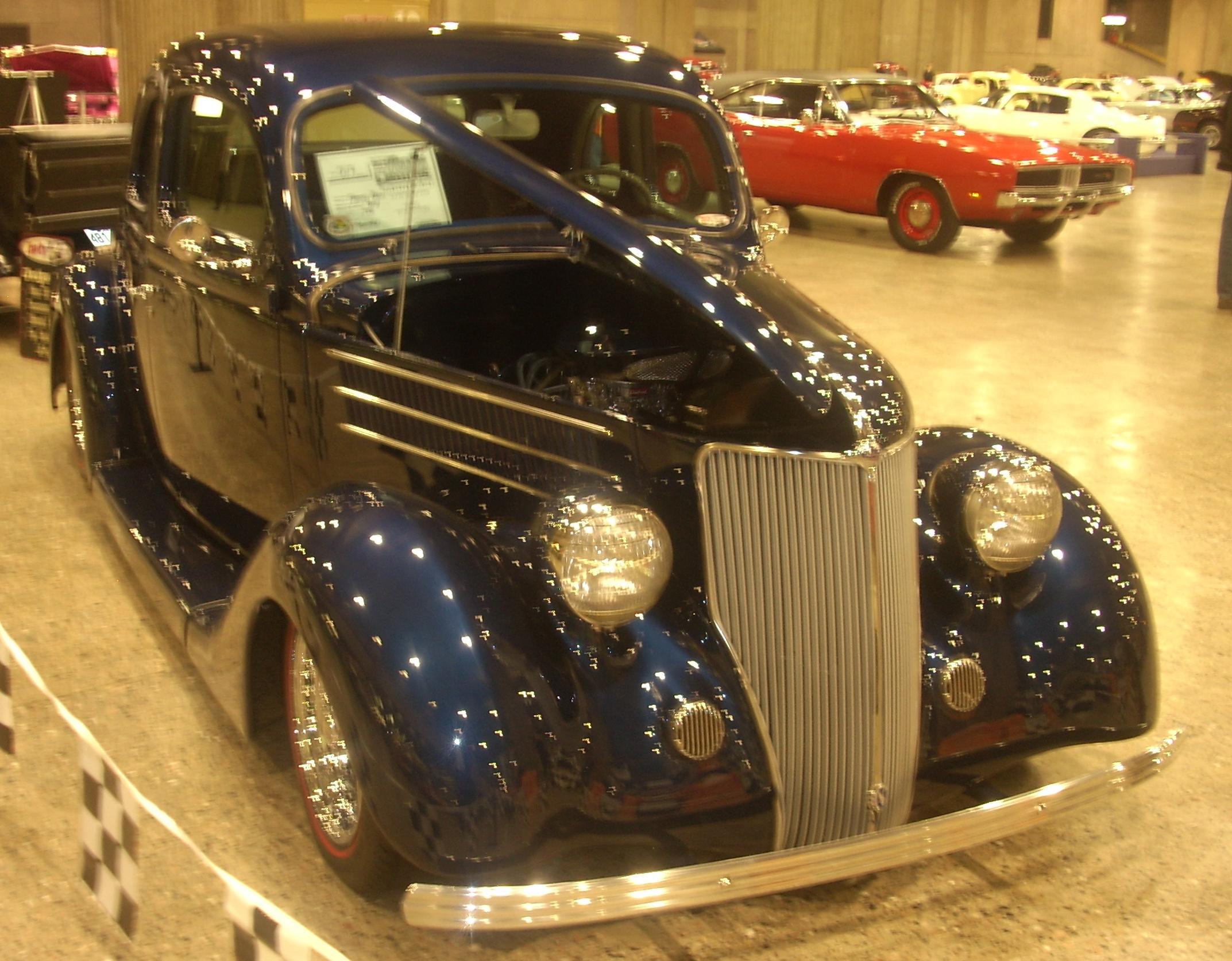
Ford 48 clàssic
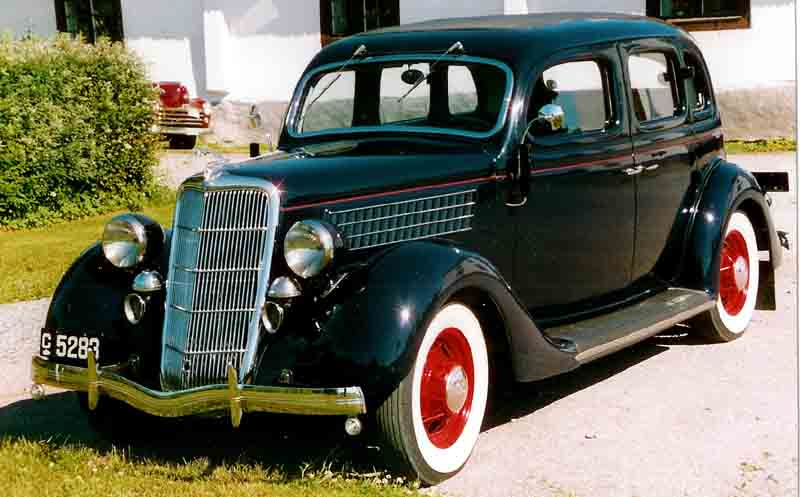
Ford 48 sedan de luxe
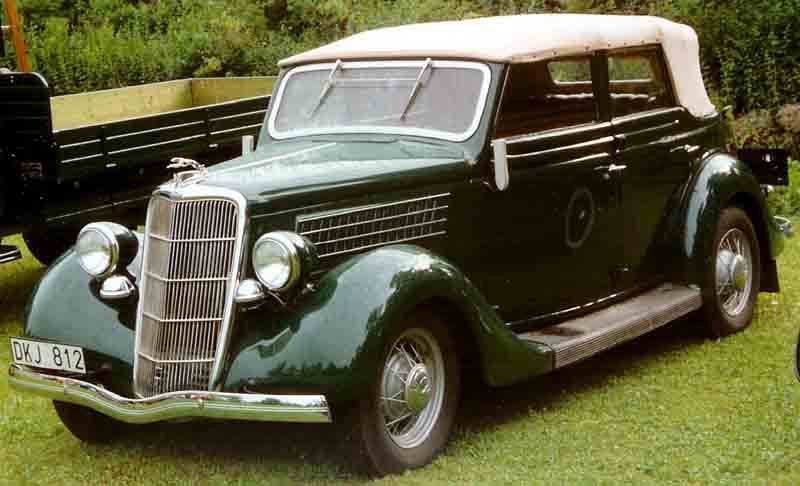
Ford 48 convertible sedan 4 portes
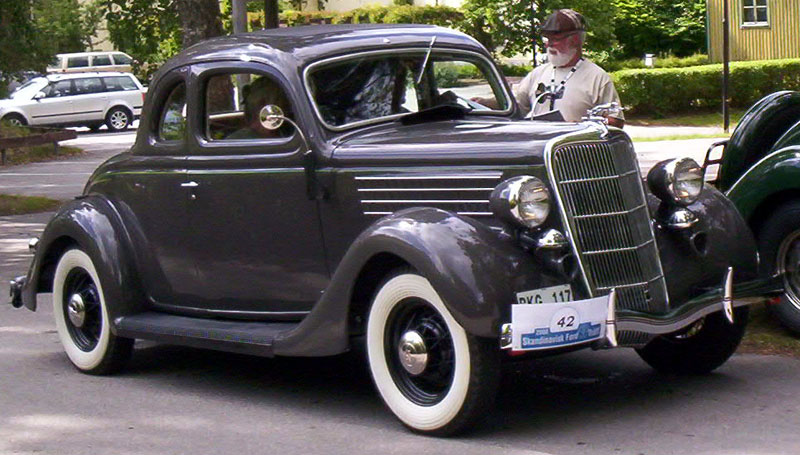
Ford 48 Cupè de luxe
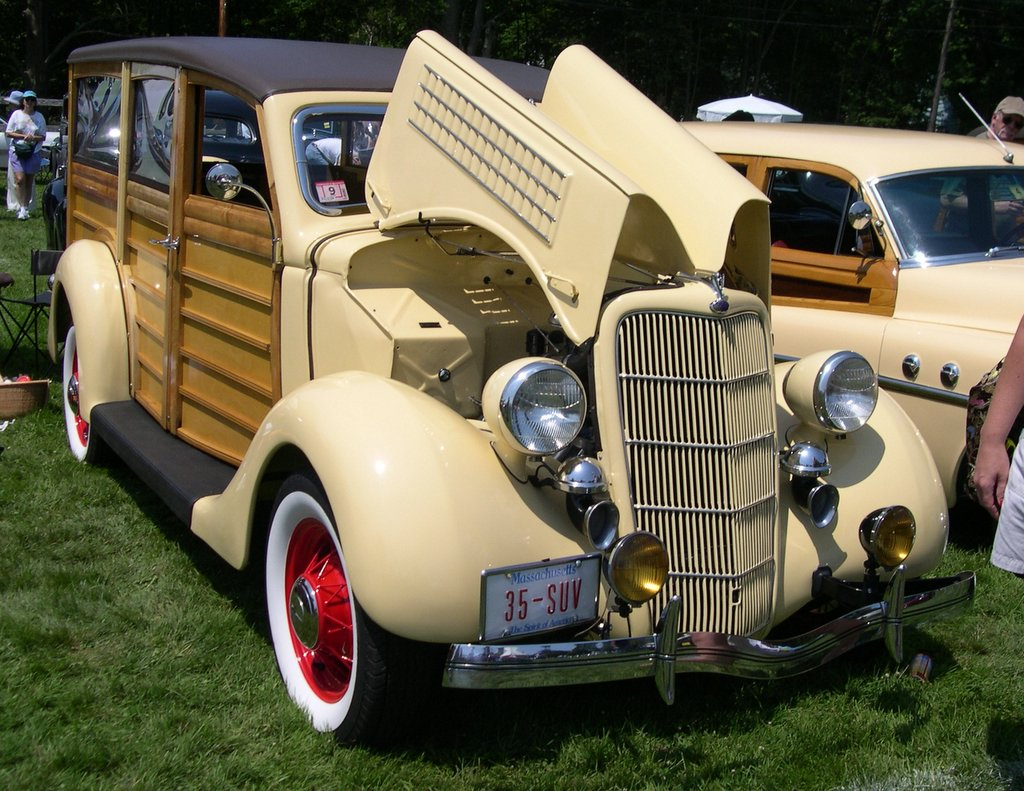
Ford 48 camioneta amb carrosseria de fusta
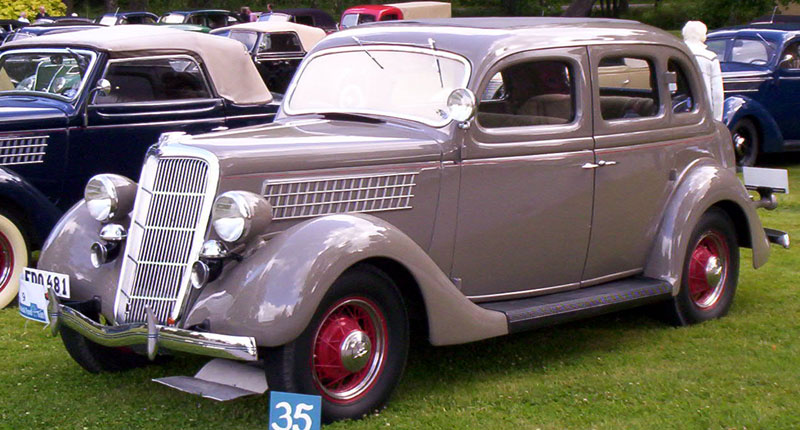
Ford 48 Fordor de luxe Touring sedan